# Louis Jacobs
Louis Jacobs est né le 17 juillet 1920 à Manchester, en Angleterre, après un apprentissage dans l'imprimerie devient rabbin de sa ville en 1948 puis à la célèbre New West End Synagogue de Londres. C'est dans cette ville qu'il obtient un doctorat en histoire avec pour directeur de thèse Siegfried Stein. Il meurt le 1er juillet 2006
Il est connu pour avoir apporté une approche évolutionniste de l'origine et de la transmission de la Bible en général et de la Torah en particulier.